# Щанга
Щангата е част от оборудване, използвано при тренировки с тежести, културизъм, тежка атлетика и силов трибой, състоящо се от дълъг лост от плътна стомана, към всеки край на който обикновено се прикрепят тежести. Тя представлява по-дълга версия на дъмбела.
С помощта на щанга могат да се правят много упражнения, като бицепсово сгъване, скотово сгъване, чукчета, вдигане от лег, олимпийско вдигане на тежести, раменна преса над главата, мъртва тяга и клякане.

## Лостове
Дължината на щангата варира от 1,2 до над 2,4 метра, въпреки че лостове, по-дълги от 2,2 метра, се използват предимно от щангисти. Централната част на пръта варира в диаметър от 25 до 50 мм и често е гравирана с кръстосана накатка, за да помогне на спортистите да поддържат по-здраво захващане. Стандартните лостове обикновено са с приблизително тегло от 20 кг, но по-малките лостове могат да имат тежест от 8 кг до над 11 кг.

## Тежести
Тежестите се плъзгат по външните части на щангата, за да увеличат или намалят желаното общо тегло. Най-отвън се разполагат гайки или скоби за да се предотврати неравномерното движение и измъкването на тежестите навън. По този начин спортистите няма да изпитват неравномерна сила при повдигане на щангата и се избягват нежелани контузии.